# Torrente de la Riera
El Torrente de la Riera (sa Riera) es un torrente de la isla de Mallorca (Islas Baleares, España) que desemboca en la capital balear entre el Parque de la Feixina y el Museo del Baluard.
Nace en el término municipal de Puigpuñent y desemboca en la bahía de Palma. Antes el torrente pasaba por las Ramblas, la calle Unión y el paseo del Borne, pero en 1613 fue desviado para que no atravesase el casco antiguo. Actualmente, pasa por la parte exterior de las antiguas murallas de la ciudad de Palma en su último tramo, formando el Paseo Mallorca.